# 172
| [ Edytuj tabelę ] |                           |
| Cesarz Chin       | - 168 Han Lingdi 189      |
| Władca Korei      | - 165 Sindae 179          |
| Papież            | - 166 Soter 175           |
| Król Partów       | - 147 Wologazes IV 191    |
| Cesarz Rzymu      | - 161 Marek Aureliusz 180 |

Rok 172 / CLXXII
stulecia: I wiek ~
II wiek ~
III wiek

lata: 162 «
167 «
168 «
169 «
170 «
171 «
172
» 173
» 174
» 175
» 176
» 177
» 182

## Wydarzenia
- Daccy Kostobokowie zostali zaatakowani przez Hasdingów.
- Stłumiono powstanie bukolów w rzymskim Egipcie.
- Wojny markomańskie: kontrofensywa armii rzymskiej pod dowództwem Pertynaksa i Pompejanusa.

## Zmarli
- Dou Miao, chińska cesarzowa.